# Crown Jewel (2019)
L'édition 2019 de Crown Jewel est un Premium Live Event de catch (lutte professionnelle) produit par la World Wrestling Entertainment, une fédération de catch américaine qui est télédiffusée et visible en paiement à la séance sur le WWE Network. L'événement a eu lieu le 31 octobre 2019 au stade international du Roi-Fahd à Riyad, en Arabie Saoudite. Il s'agit de la seconde édition de Crown Jewel.

## Contexte
Les spectacles de la World Wrestling Entertainment (WWE) sont constitués de matchs aux résultats prédéterminés par les scénaristes de la WWE. Ces rencontres sont justifiées par des storylines – une rivalité avec un catcheur, la plupart du temps – ou par des qualifications survenues dans les shows de la WWE tels que Raw et SmackDown. Tous les catcheurs possèdent une gimmick, c'est-à-dire qu'ils incarnent un personnage gentil (Face) ou méchant (Heel), qui évolue au fil des rencontres. Un événement comme Crown Jewel est donc un événement tournant pour les différentes storylines en cours,.

### Team Hogan contre Team Flair
Lors de l'épisode de Raw du 30 septembre, Hulk Hogan et Ric Flair ont été invités à « Miz TV », Hogan et Flair se sont moqués l'un de l'autre. The Miz a ensuite annoncé qu'à Crown Jewel, il y aurait un match par équipe de 5 contre 5 entre l'équipe Hogan et l'équipe Flair, avec Hogan et Flair comme managers respectif. Le champion universel Seth Rollins et Randy Orton ont été choisis respectivement comme capitaines de l'équipe Hogan et de l'équipe Flair. Plus tard dans la soirée, Rusev a rejoint l'équipe Hogan tandis que King Corbin a rejoint l'équipe Flair. Le 14 octobre à Raw, Ricochet a été ajouté à l'équipe Hogan, tandis que Bobby Lashley et le champion intercontinental Shinsuke Nakamura ont été ajoutés à l'équipe Flair. Ce même épisode, Rollins devait défendre le championnat universel lors de l'événement et a ensuite été retiré du match par équipe. Le SmackDown suivant, Hogan a révélé que Mustafa Ali et Shorty G (raccourci de Shorty Gable) ont été ajoutés à son équipe. Plus tard, Roman Reigns a été annoncé comme remplaçant de Rollins en tant que capitaine de l'équipe Hogan. Drew McIntyre a été révélé comme le dernier membre de l'équipe Flair sur le Raw suivant.

### Brock Lesnar contre Cain Velasquez
Le 30 septembre à Raw, Brock Lesnar a attaqué brutalement Rey Mysterio avec son fils Dominick. Lors de la première épisode de SmackDown sur Fox (le 4 octobre),
Brock Lesnar bat Kofi Kingston en moins de 10 seconds et remporte le WWE Championship pour la cinquième fois. Pendant que Lesnar célébré sa victoire, Cain Velasquez (ancien rival de Brock Lesnar à la UFC) apprarait accompagner avec Rey Mysterio et monte sur le ring et attaque Lesnar avant que ce dernier réussie a s'échapper et ne prenne la fuite. Dans une interview dans les coulisses, Velasquez a déclaré qu'il était venu se venger de Lesnar pour ce qu'il avait fait à Mysterio et Dominick, qui s'est révélé plus tard être le filleul de Velasquez. Lors de la conférence de presse de Crown Jewel à Las Vegas le 11 octobre, il a été annoncé que Lesnar défendra le championnat de la WWE contre Velasquez à Crown Jewel.

### Seth Rollins contre «The Fiend» Bray Wyatt
À Hell in a Cell, le match pour le championnat universel dans le Hell in a Cell match entre le champion en titre Seth Rollins et « The Fiend » Bray Wyatt s'est terminé par un arrêt d'arbitre, alors Rollins reste champion. The Fiend, soupçonné d'être blessé, a continué à attaquer Rollins après le match. Lors de l'épisode de SmackDown du 11 octobre (la première nuit du draft de la WWE 2019), un match entre Rollins (représentant Raw) et Roman Reigns (représentant SmackDown) était prévu pour déterminer quelle brand gagnerait le premier choix de draft de la nuit. Rollins a gagné par disqualification en raison de l'intervention de The Fiend, gagnant Raw le premier choix du Draft; Le Fiend a ensuite été drafté à SmackDown. Bien que Rollins avait été drafté à Raw la deuxième nuit du draft, un match revanche pour le championnat universel entre Rollins et The Fiend était prévu pour Crown Jewel en tant que match Falls Count Anywhere. Cette même nuit, Wyatt, comme lui-même, a accueilli un segment de Firefly Fun House, mais il a été interrompu par Rollins, qui est apparu à l'intérieur du Firefly Fun House, a attaqué Wyatt et a mis le feu à au Fun House. Le SmackDown suivant, une autre stipulation a été ajoutée en ce que l'arbitre ne pouvait pas arrêter le match pour quelle que soit la raison.

### Braun Strowman contre Tyson Fury
Pendant le match de Braun Strowman lors du 20e anniversaire de SmackDown le 4 octobre, Strowman a raillé le boxeur professionnel Tyson Fury, qui était assis au premier rang. Plus tard au cours de ce match, Strowman a brutalement jeté Dolph Ziggler dans la barricade, ce qui a repoussé Fury sur son siège. Après le match, Fury a sauté la barricade avant qu'il ne soit retenu par la sécurité pour se venger de Strowman. Le Raw suivant, Fury est apparu, voulant des excuses de Strowman. Après avoir échangé des insultes verbales, une bagarre massive a éclaté entre les deux qui devaient être séparés par la sécurité et d'autres lutteurs. Lors de la conférence de presse de Crown Jewel à Las Vegas le 11 octobre, il a été annoncé que Strowman affronterait Fury à Crown Jewel.

## Tableau des matchs
| Ordre par numéros | Résultat | Stipulation(s) | Temps |
| --- | --- | --- | ----- |
| 1P | Humberto Carrillo remporte la 20-Men Battle Royal en éliminant en dernier Erick Rowan, | 20-Men Battle Royal Le gagnant affrontera AJ Styles pour le WWE United States Championship plus tard dans la soirée. | 12:25 |
| 2 | Brock Lesnar (c) (avec Paul Heyman) bat Cain Velasquez (avec Rey Mysterio) par soumission | Match simple pour le WWE Championship                                                                                | 2:10  |
| 3 | The O.C. (Luke Gallows et Karl Anderson) bat The Viking Raiders (Erik et Ivar), The New Day (Big E et Kofi Kingston), Heavy Machinery (Otis et Tucker), Lucha House Party (Lince Dorado et Gran Metalik) (avec Kalisto), Curt Hawkins et Zack Ryder, The Revival (Dash Wilder et Scott Dawson), Dirty Dawgs (Dolph Ziggler et Robert Roode) et The B-Team (Bo Dallas et Curtis Axel) | Tag Team Turmoil match L'équipe gagnante remportera la WWE Tag Team World Cup.                                       | 32:05 |
| 4 | Mansoor bat Cesaro | Match simple | 12:45 |
| 5 | Tyson Fury bat Braun Strowman par décompte extérieur | Match simple | 8:04  |
| 6 | AJ Styles (c) bat Humberto Carrillo | Match simple pour le WWE United States Championship                                                                  | 12:34 |
| 7 | Natalya bat Lacey Evans par soumission | Match simple | 7:21  |
| 8 | Team Hogan (Roman Reigns, Rusev, Ricochet, Ali et Shorty G) bat Team Flair (Randy Orton, King Corbin, Shinsuke Nakamura, Bobby Lashley et Drew McIntyre) | 10-Man Tag Team match                                                                                                | 19:55 |
| 9 | The Fiend Bray Wyatt bat Seth Rollins (c) | Falls Count Anywhere match pour le WWE Universal Championship                                                        | 21:50 |
| La lettre C placée entre parenthèses désigne la personne ou l’équipe championne en titre. P – indique que le match a eu lieu lors du pré-show | | |       |

### Ordre des éliminations du Tag Team Turmoil match
| Ordre d'élimination | Catcheur                                                        | Ordre d'entrée | Éliminé par                   |
| ------------------- | --------------------------------------------------------------- | -------------- | ----------------------------- |
| 1                   | Lucha House Party (Lince Dorado et Gran Metalik) (avec Kalisto) | 2              | Dolph Ziggler et Robert Roode |
| 2                   | Curt Hawkins et Zack Ryder                                      | 3              | Dolph Ziggler et Robert Roode |
| 3                   | Dolph Ziggler et Robert Roode                                   | 1              | Heavy Machinery               |
| 4                   | Heavy Machinery (Otis et Tucker)                                | 4              | The New Day                   |
| 5                   | The B-Team (Curtis Axel et Bo Dallas)                           | 6              | The New Day                   |
| 6                   | The Revival (Scott Dawson et Dash Wilder)                       | 7              | The New Day                   |
| 7                   | The New Day (Big E et Kofi Kingston)                            | 5              | The O.C.                      |
| 8                   | The Viking Raiders (Erik et Ivar)                               | 9              | The O.C.                      |
| Vainqueur           | The O.C. (Luke Gallows et Karl Anderson)                        | 8              | N/A                           |